# Christian Herter
Christian Archibald Herter, född 28 mars 1895 i Paris, död 30 december 1966 i Washington, D.C., var en amerikansk republikansk politiker.
Herter föddes i Frankrike som son till de amerikanska konstnärerna Albert Herter och Adele McGinnis. Han inledde sin skolgång i Paris innan familjen flyttade till New York. Han utexaminerades 1915 från Harvard University och gifte sig 1917 med Mary Caroline Pratt, dotter till Frederic B. Pratt som var rektor för Pratt Institute. Paret fick tre söner och en dotter. En av sönerna, Christian Herter, Jr., var medarbetare åt president Richard Nixon.
Herter var ledamot av USA:s representanthus 1943–1953 och guvernör i Massachusetts 1953–1957. Han tjänstgjorde som USA:s utrikesminister under president Dwight D. Eisenhower 1959–1961. År 1963 tillträdde han som USA:s handelsrepresentant och avled 1966 i ämbetet.